# Sid Eudy
Sid Eudy (født 4. juli 1960, død 26. august 2024) var en amerikansk fribryder, bedst kendt som Sid Vicious.

## Biografi

### World Wrestling Federation
Sid debuterede for WWF i 1991 som Sid Justice. Hans højdepunkt i denne tidsperiode var hans kamp mod Hulk Hogan ved WrestleMania 8, som han tabte. Sid brød aftalen om, at han skulle tabe til Hogan efter et leg drop, men sparkede ud. Sid blev fyret for sin aftalebrydende natur. 

### World Championship Wrestling
Sid debuterede i WCW som Sid Vicious i 1993. Her blev han en "bad guy" og dannede tag team med Vader. Sids tid i WCW blev dog kort, da han blev involveret i et blodigt slagsmål med Arn Anderson, hvor han stak ham ned med en saks og blev fyret på stedet. 

### World Championship Wrestling - Del 2
Sid Eudy dukkede igen op i WCW som Sid Vicious i 1999. Han angreb Kevin Nash i hans titel kamp mod Randy Savage ved WCW Great American Bash 1999. Sid og Savage dannede Team Madness, og Sid hjalp Savage med at få WCW-titlen ved WCW Bash at the Beach 1999. Herefter indledte Sid fejder mod bl.a. Sting og Chris Benoit, som han også lykkedes at vince WCW-titlen fra. Ved WCW Starrcade 1999 mødte han Kevin Nash i en Powerbomb vs. Powerbomb match. I 2000 vandt Sid Vicious endelig WCW World Heavyweight-titlen, da han besejrede Kevin Nash og Ron Harris i en handikapkamp inde i et bur. Sid Vicious forsvarede titlen indtil Vince Russo og Eric Bischoff overtog WCW og fratog ham titlen. Efter en kort fejde med The Wall forsvandt Sid fra WCW. Han dukkede først op i slutningen af 2000 som titeludfordrer til Scott Steiner. I januar 2001 blev Sid alvorligt skadet og brækkede både sin fibula og tibula i benet.